# Lohamei Herut Israel
La Leḥi ('lɛxi, ebraico: לח"י, acronimo per לוחמי חרות ישראל Loḥamei Ḥerut Israel, Combattenti per la Libertà d'Israele), meglio nota come Banda Stern, fu un'organizzazione terroristica  di matrice sionista. Operò durante il mandato britannico della Palestina ed ebbe come obiettivo l'esautorazione e l'allontanamento dell'autorità mandataria della Gran Bretagna sulla Palestina, mediante ricorso alla forza, consentendo un'immigrazione senza restrizioni di ebrei e la formazione di uno Stato ebraico. L'organizzazione ammetteva di mirare a istituire uno Stato ebraico o, secondo le sue stesse parole, "una nuova repubblica ebraica totalitaria".
Le autorità britanniche chiamarono tale gruppo "Banda Stern" (dal nome del suo primo comandante, Avraham Stern), un'etichetta che sottolineava la metodologia terroristica del gruppo e che viene conservata da allora nelle varie elaborazioni storiche. La stessa organizzazione si definiva come un gruppo terrorista.
Tra le azioni terroristiche perpetrate dal gruppo, che gli hanno meritato l'etichetta di "terrorismo" da parte di numerosi storici, figurano il massacro di Deir Yassin, portato a compimento dalla Lehi e dall'Irgun e l'assassinio di Lord Moyne, residente britannico in Medio Oriente, all'interno di altri attacchi portati contro le forze britanniche in Palestina. Il 29 maggio 1948 il governo del neo-costituito Stato d'Israele arruolò i membri attivi della Lehi nello Tzahal, chiudendo formalmente la Lehi, malgrado alcuni suoi componenti perpetrassero un altro crimine, uccidendo il conte Folke Bernadotte, mediatore dell'ONU alcuni mesi più tardi, un atto condannato dal successore di Bernadotte come mediatore, Ralph Bunche.
Israele assicurò un'amnistia generale ai componenti della Lehi già il 14 febbraio 1949. Nel 1980 Israele decise di istituire una decorazione militare in "riconoscimento dell'attività di lotta per la creazione d'Israele", la "Medaglia Lehi". L'antico leader della Banda Stern, Yitzhak Shamir, divenne primo ministro d'Israele nel 1983.

## Fondazione e fondatore

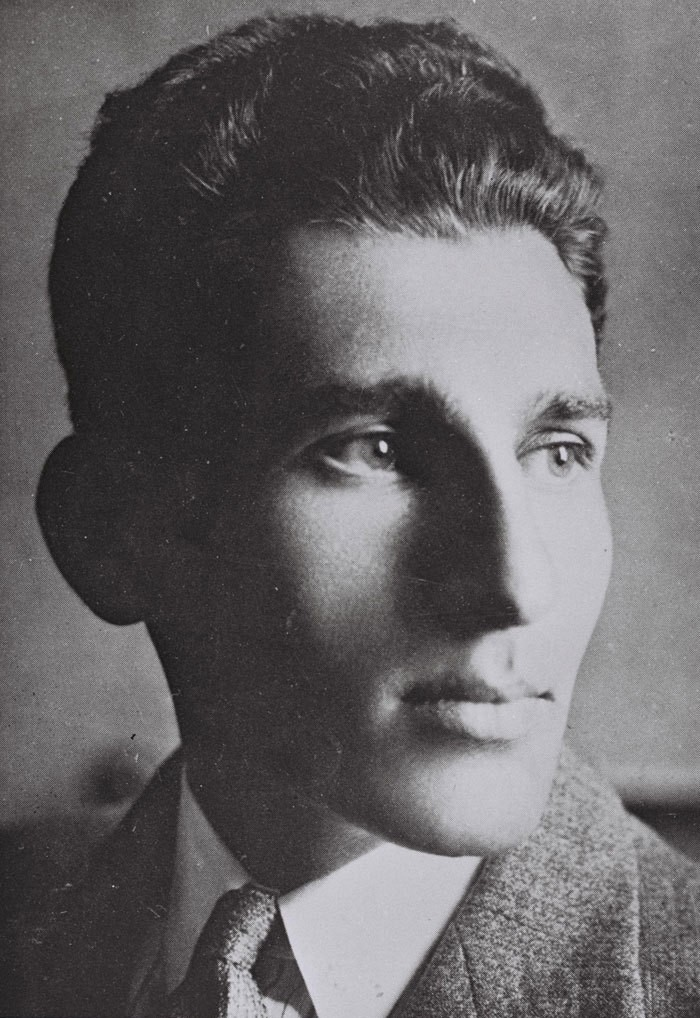
Avraham Stern

Avraham ("Yair") Stern era originariamente un aderente al Partito revisionista sionista, fondato da Vladimir Žabotinskij ai primi degli anni '20 ed un membro dell'Irgun ma si separò da tali gruppi nel 1940 per costituire il suo proprio gruppo, che egli chiamò Irgun Zvai Leumi be-Yisrael (Organizzazione Militare Nazionale in Israele).
Più specificamente, Stern credeva che la popolazione ebraica avrebbe meglio concretizzato i suoi sforzi combattendo i britannici invece di appoggiarli nella seconda guerra mondiale e che i metodi violenti avrebbero avuto un effettivo significato nella realizzazione di questi obiettivi. Egli faceva differenza fra i "nemici del popolo ebraico" (ad es. i britannici) e quanti "odiavano gli ebrei" (ad es. i nazisti), credendo che questi ultimi dovessero essere sgominati mentre i primi neutralizzati. A tal fine egli avviò contatti con le autorità naziste offrendo loro un'alleanza con la Germania in cambio dell'istituzione di uno Stato ebraico in Palestina.

## Evoluzione dell'organizzazione

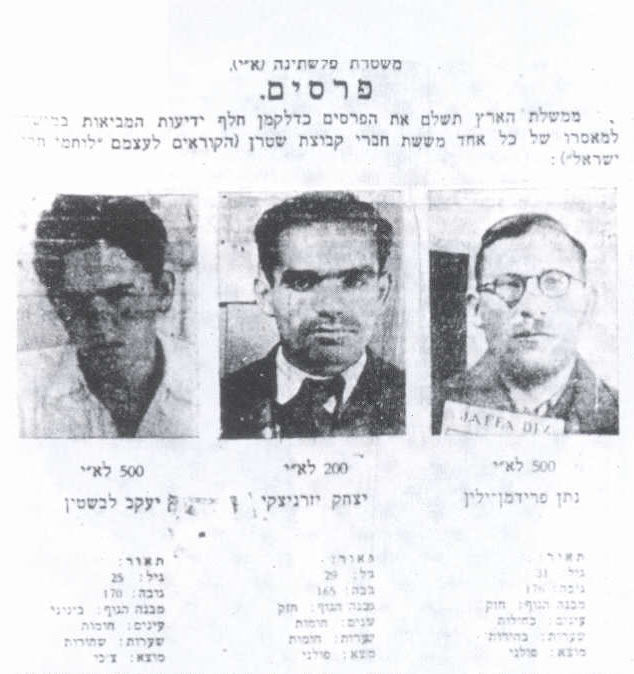
Manifesto delle autorità di polizia britannica in Palestina con promessa di pagamento di una taglia riguardante alcuni ricercati appartenenti al movimento terroristico della Banda Stern.
Da sinistra: 1. Jaacov Levstein (Eliav), 2. Yitzhak Yezernitzky (Shamir), 3. Natan Friedman-Yelin.

Le autorità britanniche rapidamente concentrarono i loro sforzi contro la Banda Stern. Nel 1942, la polizia britannica sparò a Stern in circostanze poco chiare. Numerosi membri del gruppo furono arrestati e la Banda si eclissò finché non si formò di nuovo come "Lehi" sotto il triumvirato di Israel Eldad, Natan Yellin-Mor e Yitzhak Shamir. Shamir (che sarebbe più tardi diventato primo ministro di Israele), era conosciuto sotto il nome in codice di "Michael", faceva riferimento al patriota irlandese Michael Collins. Collins era stato il fondatore dell'originaria IRA e un pioniere nell'uso delle tecniche di guerriglia. Il nuovo Lehi fu guidato dai leader spirituali e filosofici Uri Zvi Greenberg ed Israel Eldad, mentre il vecchio Lehi era stato inizialmente formato in base agli scritti di Abba Achimeir. Fu di gran lunga il più piccolo dei gruppi armati ebraici durante l'epoca del Mandato e non attirò mai più di poche centinaia di seguaci, venendo disprezzato da molti dei suoi contemporanei.
Il Lehi adottò una piattaforma non-socialista dell'ideologia anti-imperialistica. Considerava il protrarsi del governo britannico in Palestina come una violazione del Mandato provvisorio in genere e le sue restrizioni circa l'immigrazione ebraica un'intollerabile lesione del diritto internazionale. A differenza dell'Haganah e dell'Irgun, che combatterono su due fronti contro la Gran Bretagna e gli Arabi, il Lehi concentrò i suoi attacchi esclusivamente su obiettivi britannici.
Il Lehi rigettava anche l'autorità dell'Agenzia ebraica e le organizzazioni correlate, operando per intero per proprio conto per tutta la durata quasi della sua esistenza.
Gli appartenenti al Lehi catturati dai Britannici rifiutavano in genere di difendersi quando erano tradotti davanti alle corti di giustizia britanniche. Essi vollero leggere soltanto loro manifesti in cui dichiaravano che la corte, rappresentante di una forza d'occupazione, non aveva giurisdizione su di loro e che era illegale. Per la stessa ragione, i prigionieri appartenenti al Lehi rifiutavano di chiedere l'amnistia, anche quando era chiaro che ciò avrebbe loro risparmiato la pena di morte. In un caso due membri del Lehi si suicidarono in prigione per non consentire ai britannici l'opportunità di condannarli a morte per impiccagione.

## Ricerca di una alleanza con le autorità naziste
Nel 1940 e nel 1941, il Lehi propose d'intervenire nella seconda guerra mondiale accanto alla Germania nazista per ottenere il suo aiuto nella cacciata della Gran Bretagna dalla Palestina sotto mandato e per offrirle assistenza nell'"evacuare" gli ebrei dell'Europa in base all'argomento che "comuni interessi potrebbero esistere fra l'insediamento di un nuovo ordine in Europa in conformità con le concezioni della Germania, e le reali aspirazioni nazionali del popolo ebraico".

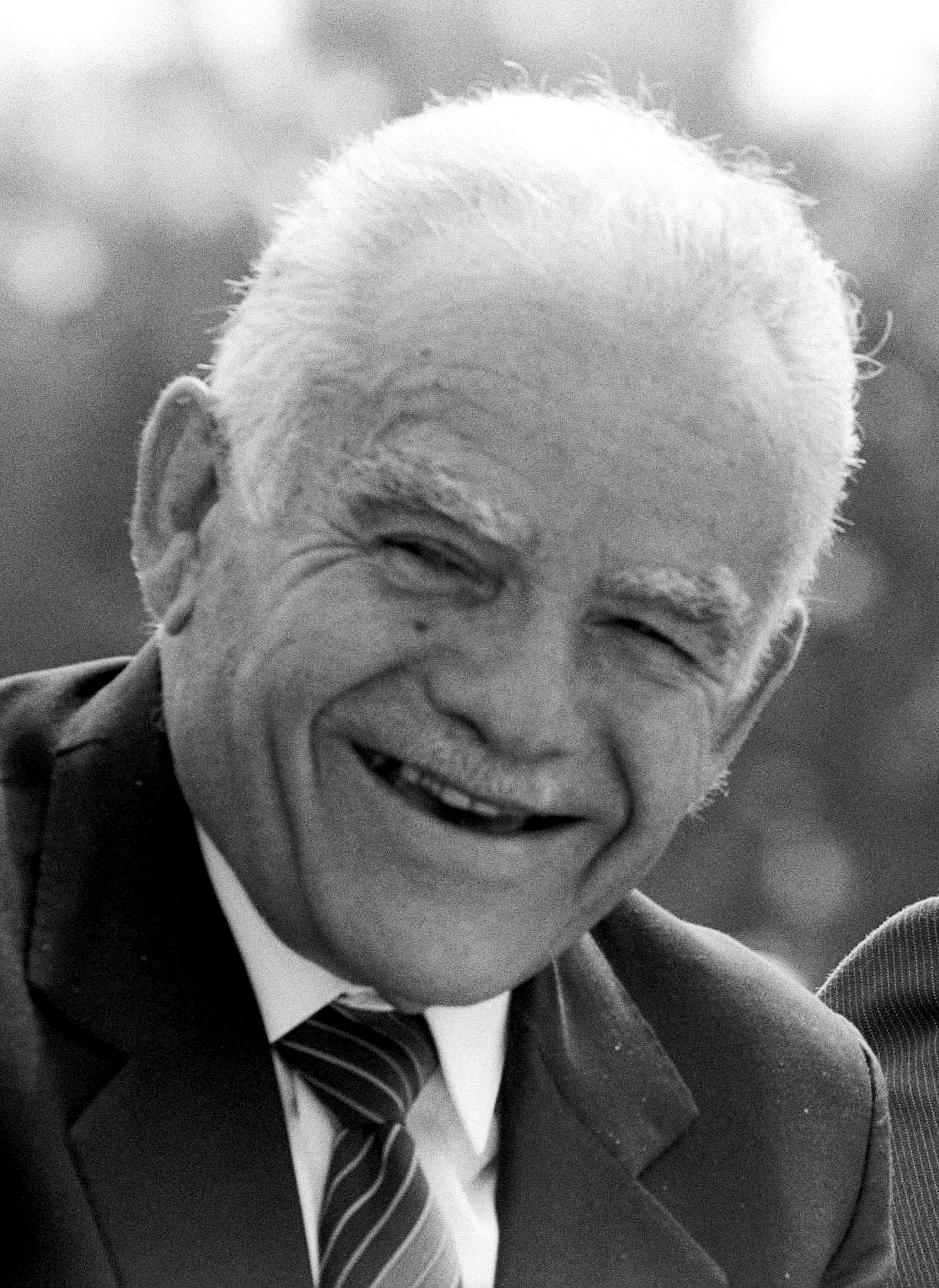
L'antico dirigente del Lehi, Yitzhak Shamir, in veste di primo ministro d'Israele (1988).

## Azioni
Come gruppo che non superò mai più d'un centinaio di membri, il Lehi si basò su audaci operazioni su piccola scala per presentare il proprio messaggio in Palestina, descrivendosi come un gruppo terroristico ed adottando la tattica di gruppi quali l'IRA, che aveva con successo usato la guerriglia per forzare i britannici ad abbandonare la parte meridionale dell'Irlanda negli anni '20. A tal fine il Lehi condusse operazioni su piccola scala come l'assassinio di soldati e poliziotti britannici ed, all'occasione, di "collaboratori" ebrei. Un'altra strategia fu nel 1947 di spedire tramite pacchi postali bombe indirizzate a molti politici britannici. Ulteriori azioni inclusero il sabotaggio di punti strategici quali ponti, ferrovie e raffinerie di petrolio. Il Lehi finanziò le sue operazioni grazie a donazioni private, a estorsioni ed a rapine in banca.

### Assassinio di Lord Moyne
Il 6 novembre 1944 il Lehi assassinò Lord Moyne, un esponente del governo britannico, al Cairo. Questo atto colpì il governo di Sua Maestà e fu ritenuto un oltraggio da Winston Churchill il primo ministro britannico. I due assassini furono catturati, condannati a morte e giustiziati.

## Attentati dinamitardi a Gerusalemme e a Roma
Nel 1946 la Banda Stern, unitamente all'Irgun, effettuò un devastante attentato contro il King David Hotel di Gerusalemme con 91 morti di varie nazionalità e, il 31 ottobre 1946, un nuovo attentato con esplosivi colpì gravemente l'Ambasciata britannica a Roma causando la morte di due italiani.

### Deir Yassin
9 aprile 1948 - Il Lehi e l'Irgun attaccano il villaggio arabo di Deir Yassin, causando più di 100 vittime e costringendo i superstiti ad abbandonare l'insediamento.

### Assassinio del Conte Folke Bernadotte

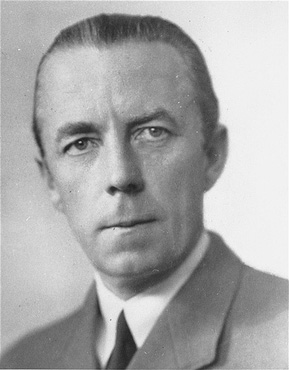
Il conte Folke Bernadotte, assassinato dal Lehi nel 1948

Il 17 settembre 1948 il Lehi assassinò il mediatore delle Nazioni Unite, lo svedese conte Folke Bernadotte, che era stato inviato a mediare il futuro assetto politico e territoriale della Palestina. L'omicidio fu progettato di persona da Yehoshua Zetler e condotto a termine da un gruppo di quattro uomini guidati da Meshulam Markover. I colpi letali furono esplosi da Yehoshua Cohen. I capi del Lehi Nathan Yellin-Mor e Matitiahu Schmulevitz furono arrestati due mesi dopo l'assassinio. Molti dei sospetti coinvolti furono rilasciati immediatamente e a tutti costoro fu garantita l'amnistia generale il 14 febbraio 1949.

## Scioglimento e integrazione
Il conflitto fra il Lehi e la corrente maggioritaria ebraica e successivamente israeliana finì quando il Lehi fu formalmente disciolto ed integrato nelle forze di difesa israeliane (IDF) il 31 maggio 1948. Ai suoi leader fu garantita l'amnistia e la fine delle incriminazioni come controparte. Il Lehi tuttavia produsse operazioni indipendenti a Gerusalemme finché non fu obbligato a rinunciarvi dopo l'assassinio dell'inviato dell'ONU, il conte Folke Bernadotte. Membri del Lehi fondarono un partito politico noto come "Combattenti" ed Yellin-Mor fu eletto nella prima Knesset, anche se il partito ebbe breve durata.
Nel 1980 Israele istituì l'"onorificenza del Lehi", rossa, nera, grigia, celeste e bianca, che fu attribuita ai vecchi membri del Lehi clandestino che ne fecero richiesta.

## Giustificazione del terrorismo
Un articolo intitolato "Terrore" su He Khazit ("Il Fronte", un giornale del Lehi in clandestinità), n. 2, agosto 1943, portava le seguenti argomentazioni:

«Né la moralità, né la tradizione ebraica possono negare l'uso del terrore come mezzo di battaglia.
...
Noi siamo decisamente lontani da esitazioni di ordine morale sui campi di battaglia nazionali. Noi vediamo davanti a noi il comando della Tōrāh, il più alto insegnamento morale del mondo: Cancellate - fino alla distruzione. Noi siamo in particolare lontani da ogni sorta di esitazione nei confronti del nemico, la cui perversione morale è accettata da tutti.
Ma il terrore è essenzialmente parte della nostra battaglia politica alle presenti condizioni e il suo ruolo è ampio e grande.

Ciò dimostra, a chiare lettere, a coloro che ascoltano in tutto il mondo e ai nostri fratelli scoraggiati fuori le porte di questo paese che la nostra battaglia è contro il vero terrorista che si nasconde dietro le sue pile di carta e di leggi che egli ha promulgato.

Non è diretta contro il popolo, è diretta contro i rappresentanti. Finora ciò è efficace.

Se scuoterà anche l'Yishuv dalla sua compiacenza, benissimo.

Solo così inizierà la battaglia per la liberazione.»